# Сендерихин, Моисей-Исаак Абрамович
Моисей-Исаак Абрамович Сендерихин (23 августа 1893, Шклов — 1 мая 1949, Москва) — советский учёный в области акушерства и гинекологии. Доктор медицинских наук (1942), профессор.

## Биография
Родился в Шклове в семье владельца пивоварного производства, могилёвского мещанина Абрама Израилевича Сендерихина (1857/1858—1919). Окончил мужскую гимназию в Борисове. Учился на медицинском факультете Базельского университета (1913—1914). Поступил на медицинский факультет Юрьевского университета, а закончил в 1920 году уже Воронежский университет — именно туда эвакуировали университет в годы Первой мировой войны. С 1935 — в Ленинграде, работал ассистентом на кафедре акушерства и гинекологии I-го Ленинградского мединститута, начальником хирургического эвакогоспиталя. В 1944—1949 — заведующий кафедрой акушерства и гинекологии Архангельского мединститута.

Автор 28 научных работ.

За опубликование статьи в югославском журнале был обвинен в космополитизме, вызван в Москву, снят с работы и исключен из партии. При возвращении домой повесился в поезде.
Племянница — литературовед Зара Григорьевна Минц.

## Научные труды
- «К истории первого родильного дома в нашей стране»
- «Полезное и спорное в монографии Лурке и Сосновской»
- «Акушерские ошибки и материнская смертность»
- «Талантливый русский акушер и педагог — доцент С. Г. Зарецкий»